# アドルフ・エリク・ノルデンショルド

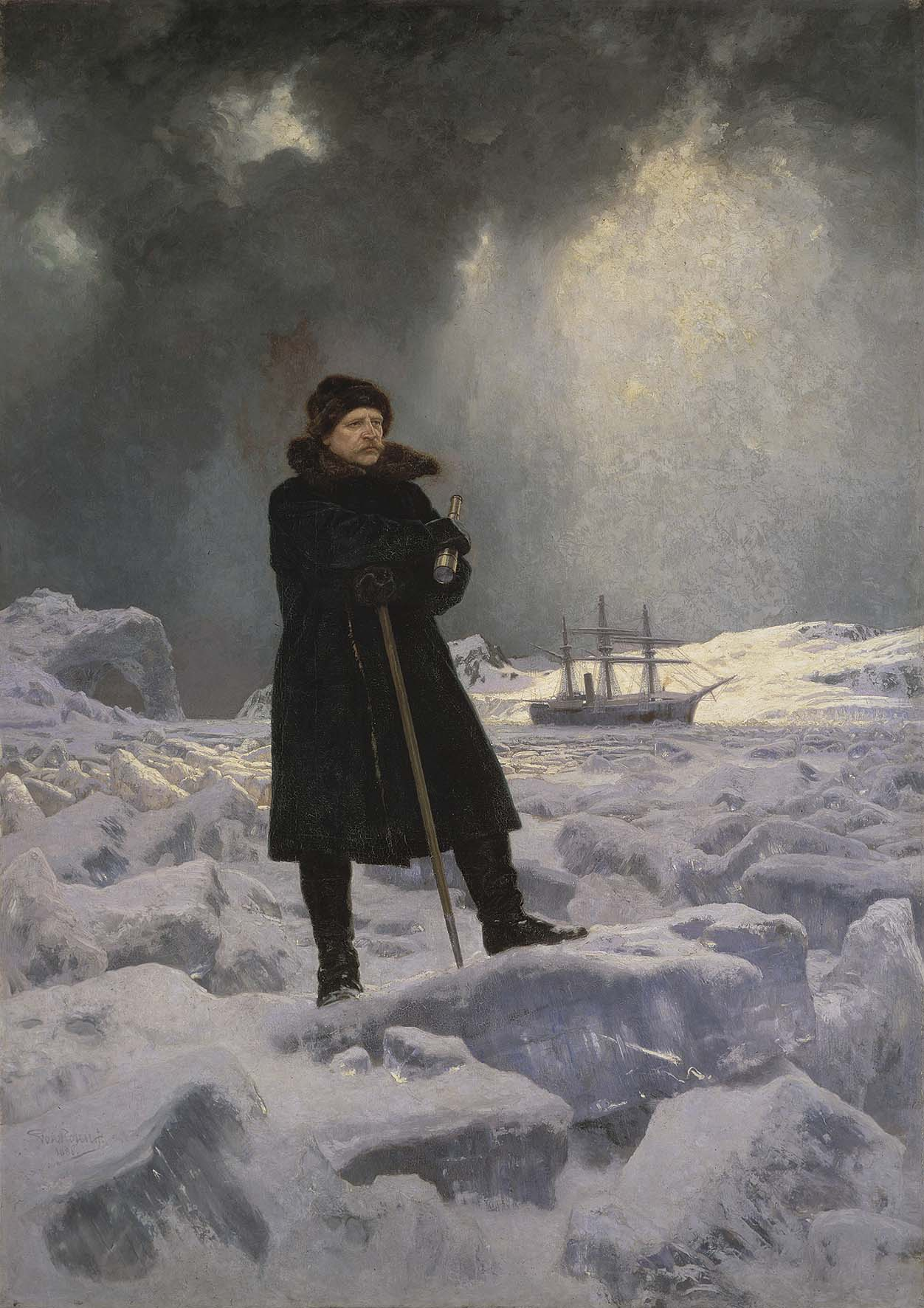
ノルデンショルド （ゲオルク・フォン・ローゼン作)

ニルス・アドルフ・エリク・ノルデンショルド（Nils Adolf Erik Nordenskiold, 1832年11月18日 - 1901年8月12日）は、フィンランド大公国（現フィンランド共和国）出身のスウェーデン系フィンランド人で鉱山学者および探検家。北ヨーロッパと東アジアを結ぶ最短の航路（北東航路）の開拓を成功させ、日本にまで達したことで世界的なセンセーションを巻き起こした。

## フィンランド時代
ノルデンショルドは、フィンランドの首都ヘルシンキで鉱山学者の子として生まれた。彼の曾祖父は、17世紀にスウェーデン王国からフィンランドへ定住した。当時のフィンランドはスウェーデンの属領であった。ノルデンショルドは、鉱山学者の父であるニルス・グスタフ・ノルデンショルドに少年時代から調査を共にし、鉱山研究をし続け、成年に達してからも父と共にウラル山脈へ鉱山調査へ赴くなど自身も鉱山学者として成長していった。1849年に独学でヘルシンキ大学へ入学し、21歳で博士号を取得する。彼は、鉱物を中心とした論文を書上げるなど、鉱物学で名声を高めた。彼は調査の為にユーラシア大陸横断の計画を立てるなど、大学での学者探検家として嘱望されていた。1852年には、ヘルシンキ大学で設立されて地質・鉱物学教授の候補にまで上げられた。
しかし、ここで思わぬ事態が発生し、ノルデンショルドは大学での職を剥奪された。1853年にロシア帝国とオスマン帝国の間で始まったクリミア戦争の余波がフィンランドにまで及んできたのである。当時のフィンランドは、ロシアの宗主下における自治大公国であった。ロシア総督府はスウェーデンがフィンランド奪回の動きを見せると、フィンランド人の独立の機運を阻止するため、フィンランドへの統制を強めていく。スウェーデン人の血を引くノルデンショルドは、この動きに対し反発を隠さなかったため、大学の職を追われ、また総督府の監視下に置かれてしまうなど政治問題に巻き込まれていった。
職のなくなったノルデンショルドはスウェーデンに渡ることを決意し、1857年にスウェーデンの北極海遠征に加わった。しかし、彼はヘルシンキ大学への復職を望み、1年で大学へと戻ったが、総督府の監視は続き、大学での成功は絶望的であった。そのため、スウェーデン王立科学アカデミーの教授職を持ちかけられるとノルデンショルドはそれに同意した。また、1893年からスウェーデン・アカデミーの終身会員となった。彼はスウェーデンに渡るのは一時的なことと考えていたが、総督府の渡航の許可は事実上、追放処分と同じであった。こうして彼は1860年にスウェーデンへと渡った。

## 北東航路発見
スウェーデン王立科学アカデミーの教授となったノルデンショルドは、スウェーデンの科学者の間ですでに有名になっており、国を挙げて大歓迎をされた。スウェーデン市民となった彼は、フィンランドでは貴族階級であったため、スウェーデン議会の貴族議員に選ばれている。それでも彼は、故国フィンランドとの関係を保ち続けた。1863年にフィンランド出身のアンナ・マンネルヘイムと結婚するが、彼女はフィンランドの軍人・政治家カール・グスタフ・エミール・マンネルヘイムのおばにあたる人物である。ノルデンショルドはその後、ロシア政府に帰国が許されず、またスウェーデンの恩義のため、スウェーデンの国籍を取得し、帰化することとなった。
その後、スウェーデンの探険隊を率いてスピッツベルゲン島を調査し、動物学、植物学、地質学、気象学上の貴重な知識をもたらし、その成果によって1869年にイギリスの王立地理学会から金メダル（創立者メダル）を受賞した。

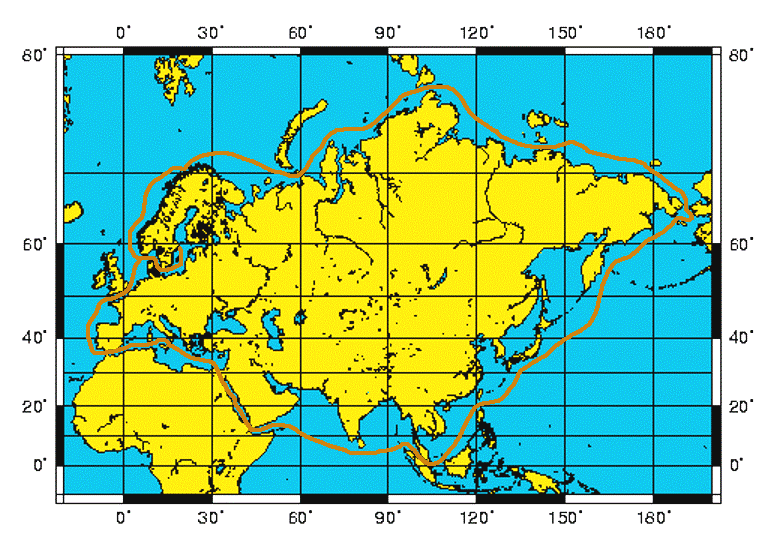
ヴェガ号の航路

1878年、ノルデンショルドは、未だ成功していない北極海での北東航路の開拓と、北極における研究と調査のため、航海計画を立てた。ただし実際は、シベリアの海域の航路を保障する商業航路開拓であったとも言われている。北極海での探索、遠征は国家の政策であり、この時代のヨーロッパ諸国も先を争って遠征活動を行っていたのである。この航海計画はスウェーデン国王オスカル2世によって承認され、国王や商人などの支援を得て、蒸気船「ヴェガ号」を旗艦とし、ノルデンショルドは航海の責任者となった。計画は綿密に立てられ、1878年7月4日にストックホルムからイェーテボリを経由し、出港した。8月にはユーラシア大陸最北端のチェリュスキン岬を史上初めて船で回ることに成功し、航海は順調であったが、9月末、北東航路の走破寸前のベーリング海で流氷に囲まれるという不運に見舞われる。この事件はアメリカ合衆国に伝わり、アメリカ海軍のデロング隊が救出のためにベーリング海へ向かっている。しかし、ヴェガ号は翌1879年の7月に流氷から解放され、一人の死者も出さずに北東航路の通航に成功した。

## 日本滞在
ヴェガ号はそのまま太平洋を南下し、カムチャツカ半島沖を通過し、1879年（明治12年）9月2日、日本の横浜港に到着した。この航海は世界中に知られており、日本でもセンセーションを巻き起こした。すでに日本政府は、ドイツ大使からヴェガ号の日本への寄港を通達されており、ヴェガ号の寄港を歓迎した。
歓迎の祝典は、9月15日、旧東京帝国大学工学部の前身、工部大学校で開催され、皇族、イギリス、アメリカ、ロシアの大使など100人以上が祝典に参加した。ノルデンショルドは祝典で、日本の地学の発展と世界地理の発見に貢献するようスピーチを行った。17日には、明治天皇とも謁見している。
その後ヴェガ号の一行は、神戸、京都などを観光した後、10月21日に長崎港より出港した。帰りはインド洋を横断し、スエズ運河を越えて1880年4月24日に帰国した。
日本では、自分の専門である鉱物や化石などの蒐集のほか、銅器、武器、武具などの工芸品を多く購入した。また、日本の歴史に感嘆し、いずれ入手困難・高価になるだろうと東京・横浜・京都の本屋から約6000冊（1100部）の古典籍を集めて持ち帰り、王立図書館に寄付した。

## 晩年

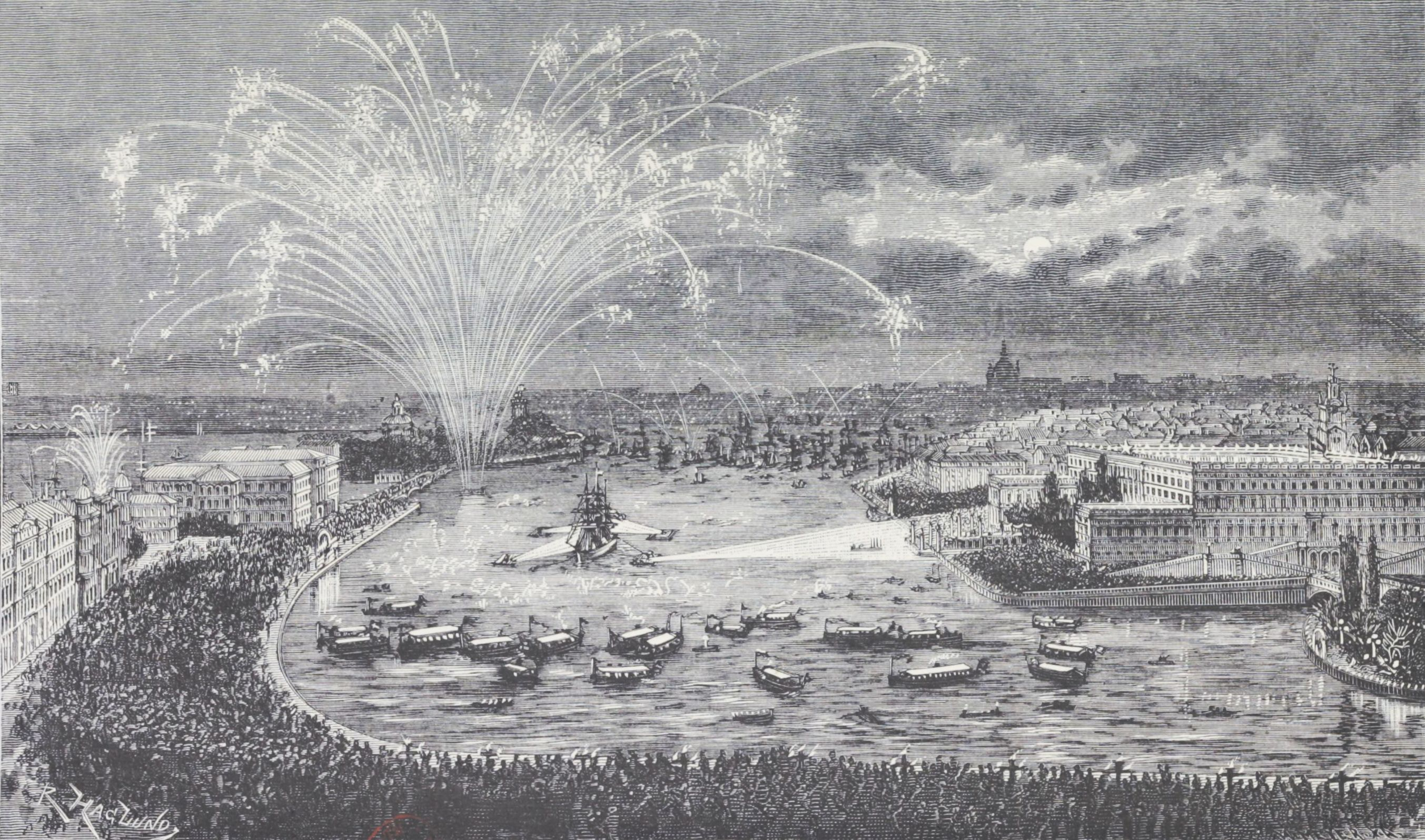
ヴェガ号のストックホルムへの帰還

ノルデンショルドの偉業は、横浜からストックホルムへ打電された。帰国したノルデンショルド一行は、国内外から賞賛と歓声を受けた。この歓声の中に若き日のスヴェン・ヘディンもいた。ノルデンショルドの偉業は、ヘディンを探検家の道へ進む決心をさせたと言ってもよかった。1884年に初めてヘディンはノルデンショルドに邂逅するが、探検家への思いをますます強めたのである。ヘディンはノルデンショルドの息子グスタフ・ノルデンショルドと親友になっている。グスタフもまた父と同じく探検家の道を志したが、1895年に南米を探検中に遭難死した。
ノルデンショルドは世界中から名声を得たが、一つだけ叶わぬことがあった。それは故国フィンランドの処遇である。彼は、1899年にすでに名声を勝得たヘディンと共にサンクトペテルブルクに滞在し、ロシア皇帝ニコライ2世にフィンランドに対する自治権回復の嘆願書を携え、使節団の一員として謁見を求めたが、ニコライ2世は謁見を拒否した。しかし皇帝は数時間前にヘディンとは謁見していたのである。
ノルデンショルドの北東航路走破は、その後の科学史と探検家たちにとって伝説となった。その後ノルデンショルドは、フィンランドとの繋がりを大事にし、講演活動などをしながら生涯スウェーデン王立科学アカデミーの教授として、1901年に死ぬまでスウェーデンで暮らした。